# Mushaga Bakenga
 (janvier 2022).
Si vous disposez d'ouvrages ou d'articles de référence ou si vous connaissez des sites web de qualité traitant du thème abordé ici, merci de compléter l'article en donnant les références utiles à sa vérifiabilité et en les liant à la section « Notes et références ».
Mushaga Bakenga est un footballeur international norvégien, né le 8 août 1992 à Trondheim. Il joue actuellement à l'Apollon Limassol au poste d'attaquant. 
Il possède un passeport congolais car ses parents viennent de la république démocratique du Congo. Il est le neveu du docteur Denis Mukwege.

## Palmarès
- Championnat de Norvège 2016